# Hannah Barnes
Hannah Barnes (Tunbridge Wells, Kent, 4 de maig de 1993) és una ciclista anglesa professional que va competir des del 2008 fins al 2023. Combinava la carretera amb la pista.
La seva germana Alice també es dedica al ciclisme.

## Palmarès en carretera
- 2011
  -  Campiona del Regne Unit júnior en contrarellotge
- 2014
  - Vencedora d'una etapa al Tour de San Luis
- 2015
  - 1a al Gran Premi de San Luis
  - Vencedora de 2 etapes al Tour de San Luis
  - Vencedora d'una etapa al Tour de Gila
  - Vencedora d'una etapa al The Women's Tour
- 2016
  -  Campiona del Regne Unit en ruta
- 2017
  - Vencedora d'una etapa al Giro d'Itàlia
- 2018
  -  Campiona del Regne Unit en contrarellotge
  - 1a a la Setmana Ciclista Valenciana i vencedora de 2 etapes

## Palmarès en pista
- 2011
  -  Campiona del Regne Unit en Madison (amb Hannah Walker)